# Albelda de Iregua
Albelda de Iregua ist ein Ort und eine Gemeinde (municipio) mit 3.855 Einwohnern (Stand: 2024) in der Autonomen Gemeinschaft La Rioja im Norden Spaniens.

## Lage und Klima
Der Ort Albelda de Iregua liegt am Río Iregua gut 14 km (Fahrtstrecke) südlich der Provinzhauptstadt Logroño in einer Höhe von ca. 535 m. Soria, die Hauptstadt der südlich an die Rioja angrenzenden altkastilischen Provinz, befindet sich ca. 90 km südlich. Das Klima ist gemäßigt bis warm; Regen (ca. 520 mm/Jahr) fällt hauptsächlich im Winterhalbjahr.

## Bevölkerungsentwicklung
| Jahr      | 1857  | 1900  | 1950  | 2001  | 2018  |
| Einwohner | 1.142 | 1.224 | 1.982 | 2.299 | 3.462 |

Infolge der Mechanisierung der Landwirtschaft, der Aufgabe bäuerlicher Kleinbetriebe und des daraus resultierenden geringeren Arbeitskräftebedarfs sind viele Einwohner aus den umliegenden Landgemeinden in die Kleinstadt abgewandert.

## Wirtschaft
Die Gemeinde war jahrhundertelang zum Zweck der Selbstversorgung landwirtschaftlich orientiert, wobei die Viehwirtschaft (Milch, Käse, Fleisch) im Vordergrund stand. Heute gehört der Ort zum Weinbaugebiet Rioja aber es werden auch Oliven und Gemüse angebaut. Außerdem werden vor allem im Sommerhalbjahr Ferienwohnungen (casas rurales) vermietet.

## Geschichte
Keltiberische, römische, westgotische und selbst islamisch-maurische Siedlungsspuren wurden auf dem Gemeindegebiet nicht entdeckt. Der Name des Ortes wird dennoch manchmal auf einen arabisch-maurischen Ursprung zurückgeführt. In den 920er Jahren eroberte Sancho I. von Navarra das Iregus-Tal und gründete für seine Gemahlin Toda bei Albelda das Kloster San Martín. Eine militärische Rückeroberung (reconquista) durch die Christen fand wohl nicht statt, doch wurde der Platz im Rahmen der Repoblación allmählich besiedelt. Seit etwa 1040 gehörte die Gegend zur von García Sánchez III. geschaffenen Grundherrschaft (señorio) der Tierra de Cameros. Im Mittelalter war die Region zeitweise zwischen den Königreichen Kastilien und Königreich Navarra umstritten. Nach der Abschaffung der Grundherrschaften im Jahr 1811 gehörte es zur Provinz Soria und kam erst im Jahr 1833 zur neugeschaffenen Provinz Logroño, aus der später die Region La Rioja hervorging.

## Sehenswürdigkeiten

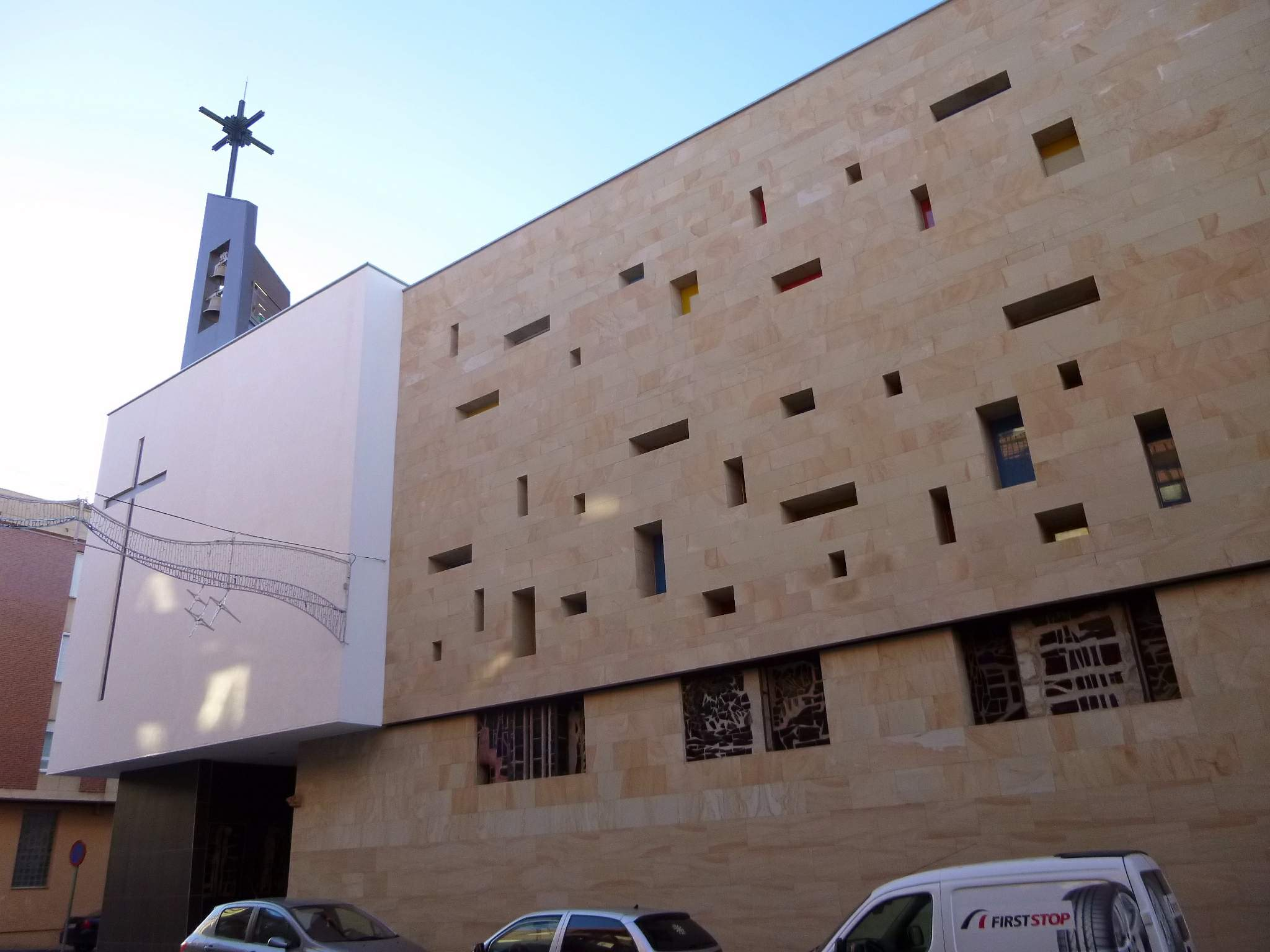
Iglesia de San Martín

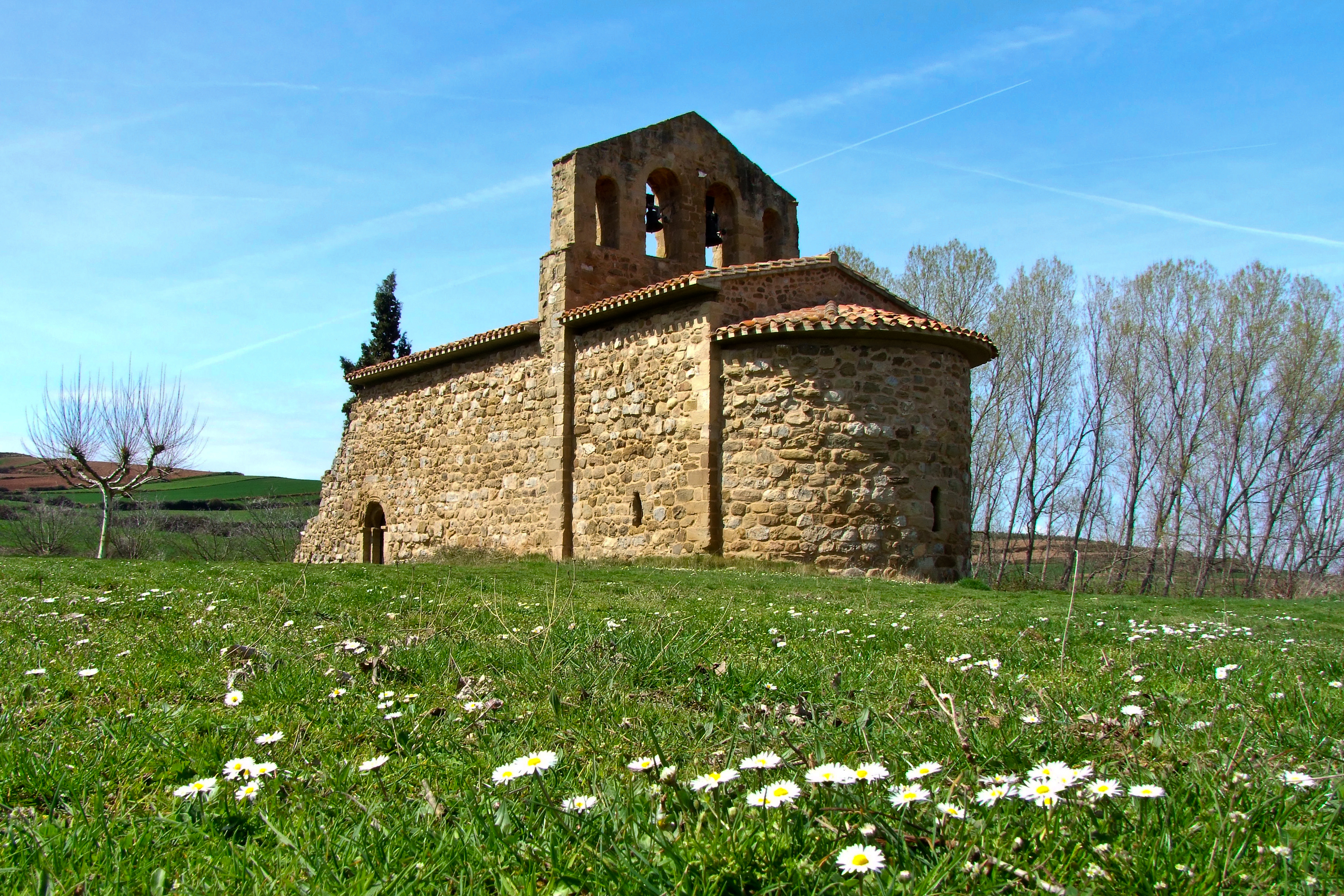
Ermita de Santa Fé de Palazuelos

- Die moderne Iglesia de San Martín ist dem hl. Martin von Tours geweiht und wurde im Jahr 2012 fertiggestellt. Aus einem mittelalterlichen Vorgängerbau stammt ein romanischer Taufstein (pila bautismal). Der Hauptaltar stammt aus dem Jahr 1540 und zeigt eindeutige Renaissanceformen.
- Die Ermita de Santa Isabel ist eine kleine Kapelle vom Beginn des 20. Jahrhunderts.
- Die Piaristen (Frailes Escolapios) verlegten ihre Universität in den 1960er Jahren in ein benachbartes leerstehendes Kasernengebäude aus der Franco-Zeit.

Umgebung
- Die etwa 3,5 km östlich des Ortes gelegene Ermita de Santa Fé de Palazuelos war die Kirche des bereits seit langem aufgegebenen Orts (despoblado) Palazuelos. Der romanische Bau liegt teilweise in Ruinen, hat aber noch einen vierbogigen Glockengiebel (espadaña) über dem Triumphbogen.
- Eine weitere Kapelle (Ermita de Nuestra Señora de Bueyo) liegt gut 3 km nördlich des Ortes. Sie besitzt noch eine romanische Apsis, während der übrige Bau neuzeitlich ist.

Clavijo
- Das den Nachbarort überragende und historisch bedeutsame Castillo de Clavijo befindet sich nur 2,5 km südöstlich und auch die Ruinen des Klosters San Prudencio liegen ganz in der Nähe.